# 水竽根蟎
水竽根蟎（学名：Rhizoglyphus callae）为粉蟎科根蟎屬下的一个种。